# シエラ・マエストラ
シエラ・マエストラ（西: Sierra Maestra）は、キューバのバンド。1970年代後半に結成され、ソンやサルサを演奏している。バンド名はマエストラ山脈からとられ、結成当時は下火になっていた伝統的なソンを愛好する学生たちの集まりから始まった。デビュー作は1981年に発表され、しばらくはそれぞれ他の仕事もかけもちしながら、音楽活動を続けた。ブエナ・ビスタ・ソシアル・クラブのコーディネーターであるフアン・デ・マルコスは、シエラ・マエストラのメンバーである。

## ディスコグラフィー

### アルバム
- 1987: Sonerito (Egrem)
- 1988: Grupo Sierra Maestra (Egrem)
- 1992: Criolla Carabalí (Egrem)
- 1993: Son Highlights from Cuba (WERGO Schallplatten)
- 1994: Dundunbanza! (ワールド・サーキット・レコード)
- 1994: Con Salon a Cuba (Egrem)
- 1994: Viaje A La Semilla (Egrem)
- 1997: Tibiri Tabara (ワールド・サーキット・レコード)
- 2004: Rumbero Soy (Riverboat Records)
- 2005: Son: soul of a nation (Riverboat Records)
- 2010: Sonando Ya (Sasa Music)

### サウンドトラック
- 2000: サルサ! (ユニヴァーサル・ミュージック) - 6曲収録

### コンピレーション・アルバム
- 1998: The Rough Guide to the Music of Cuba (World Music Network)